# 1904년 하계 올림픽 육상
1904년 하계 올림픽 육상은 미국 세인트루이스에서 개최된 1904년 하계 올림픽의 경기 종목이다. 10개국에서 223명의 선수가 참가하였으며, 25개의 세부 종목으로 진행되었다.

## 경기장
1904년 하계 올림픽 육상 경기는 세인트루이스에 있는 프랜시스 필드에서 경기가 열렸다.
| 도시         | 경기장        | 원어명        | 비고    |
| ------------ | ------------- | ------------- | ------- |
| 세인트루이스 |               |               | 전 종목 |
| 세인트루이스 | 프랜시스 필드 | Francis Field | 전 종목 |

## 참가국
육상 종목은 10개국에서 233명의 선수가 참가하였다.
| - 그리스 (10명) - 남아프리카 공화국 (3명) - 독일 (9명) - 미국 (197명) - 스위스 (1명) | - 영국 (3명) - 오스트레일리아 (2명) - 캐나다 (5명) - 쿠바 (1명) - 헝가리 (2명) |

## 메달 집계

### 최종 순위
| 순위 | 국가   | 금메달 | 은메달 | 동메달 | 합계 |
| ---- | ------ | ------ | ------ | ------ | ---- |
| 1    | 미국   | 23     | 23     | 22     | 68   |
| 2    | 영국   | 1      | 1      | 0      | 2    |
| 3    | 캐나다 | 1      | 0      | 0      | 1    |
| 4    | 혼성   | 0      | 1      | 0      | 1    |
| 5    | 그리스 | 0      | 0      | 1      | 1    |
| 5    | 독일   | 0      | 0      | 1      | 1    |
| 합계 | 합계   | 25     | 25     | 24     | 74   |

### 메달리스트
| 종목                       | 금                                                                                      | 은                                                                                 | 동                               |
| -------------------------- | --------------------------------------------------------------------------------------- | ---------------------------------------------------------------------------------- | -------------------------------- |
| 남자 60m 자세히            | 아키 한 · 미국                                                                          | 윌리엄 호젠슨 · 미국                                                               | 페이 물턴 · 미국                 |
| 남자 100m 자세히           | 아키 한 · 미국                                                                          | 너대니얼 카트멜 · 미국                                                             | 윌리엄 호젠슨 · 미국             |
| 남자 200m 자세히           | 아키 한 · 미국                                                                          | 너대니얼 카트멜 · 미국                                                             | 윌리엄 호젠슨 · 미국             |
| 남자 400m 자세히           | 해리 힐먼 · 미국                                                                        | 프랭크 월러 · 미국                                                                 | 허먼 그로먼 · 미국               |
| 남자 800m 자세히           | 짐 라이트보디 · 미국                                                                    | 호워드 발렌타인 · 미국                                                             | 에밀 브리트크루츠 · 미국         |
| 남자 1500m 자세히          | 짐 라이트보디 · 미국                                                                    | 윌리엄 버너 · 미국                                                                 | 레이시 헌 · 미국                 |
| 남자 마라톤 자세히         | 토머스 J. 힉스 · 미국                                                                   | 알버트 코레이 · 미국                                                               | 아서 L. 뉴턴 · 미국              |
| 남자 110m 허들 자세히      | 프레더릭 슐 · 미국                                                                      | 새디어스 시델러 · 미국                                                             | 레슬리 아시버너 · 미국           |
| 남자 200m 허들 자세히      | 해리 힐먼 · 미국                                                                        | 프랭크 캐슬먼 · 미국                                                               | 조지 포지 · 미국                 |
| 남자 400m 허들 자세히      | 해리 힐먼 · 미국                                                                        | 프랭크 월러 · 미국                                                                 | 조지 포지 · 미국                 |
| 남자 2590m 장애물 자세히   | 짐 라이트보디 · 미국                                                                    | 존 델리 · 영국                                                                     | 아서 L. 뉴턴 · 미국              |
| 남자 4mi 단체전 자세히     | 미국 (USA) · 데이비드 먼슨 · 아서 L. 뉴턴 · 조지 언더우드 · 폴 필그림 · 호워드 발렌타인 | 혼성 (ZZX) · 레이시 헌 · 시드니 해치 · 알버트 코레이 · 윌리엄 버너 · 짐 라이트보디 | 없음                             |
| 남자 멀리뛰기 자세히       | 마이어 프린슈타인 · 미국                                                                | 데니얼 프랭크 · 미국                                                               | 로버트 스탠글랜드 · 미국         |
| 남자 세단뛰기 자세히       | 마이어 프린슈타인 · 미국                                                                | 프레더릭 잉글레허트 · 미국                                                         | 로버트 스탠글랜드 · 미국         |
| 남자 높이뛰기 자세히       | 사무엘 존스 · 미국                                                                      | 개릿 서비스 · 미국                                                                 | 파울 베인스테인 · 독일           |
| 남자 장대높이뛰기 자세히   | 찰스 드보락 · 미국                                                                      | 르로이 삼스 · 미국                                                                 | 루이스 윌킨스 · 미국             |
| 남자 제자리멀리뛰기 자세히 | 레이 유리 · 미국                                                                        | 찰스 킹 · 미국                                                                     | 존 빌러 · 미국                   |
| 남자 제자리세단뛰기 자세히 | 레이 유리 · 미국                                                                        | 찰스 킹 · 미국                                                                     | 조셉 스탠들러 · 미국             |
| 남자 제자리높이뛰기 자세히 | 레이 유리 · 미국                                                                        | 조셉 스탠들러 · 미국                                                               | 로슨 로버트슨 · 미국             |
| 남자 포환던지기 자세히     | 랄프 로즈 · 미국                                                                        | 웨슬리 코 · 미국                                                                   | 로런스 포이어바흐 · 미국         |
| 남자 원반던지기 자세히     | 마틴 셰리던 · 미국                                                                      | 랄프 로즈 · 미국                                                                   | 니콜라오스 게오르간다스 · 그리스 |
| 남자 해머던지기 자세히     | 존 플래너건 · 미국                                                                      | 존 드위트 · 미국                                                                   | 랄프 로즈 · 미국                 |
| 남자 56lb던지기 자세히     | 에틴 데스마르퇴 · 캐나다                                                                | 존 플래너건 · 미국                                                                 | 제임스 미첼 · 미국               |
| 남자 3종 자세히            | 맥스 에머리치 · 미국                                                                    | 존 그립 · 미국                                                                     | 윌리엄 머즈 · 미국               |
| 남자 10종 자세히           | 톰 킬리 · 영국                                                                          | 아담 건 · 미국                                                                     | 토머스 헤어 · 미국               |

## 참고 문헌
- 국제 올림픽 위원회 - 1904년 하계 올림픽 육상 경기 결과 (영어)
- (영어) George Seymour Lyon - Olympic Individual gold medal winner 1904
- (폴란드어) Pawel, Wudarski (1999). “Wyniki Igrzysk Olimpijskich”. 2008년 10월 14일에 원본 문서에서 보존된 문서. 2006년 12월 17일에 확인함.
- (영어) “Athletics at the 1904 St. Louis Summer Games”. sports-reference.com. 2008년 12월 5일에 원본 문서에서 보존된 문서. 2010년 8월 25일에 확인함.

| 올림픽 육상 |                                           |           |
| 이전 대회   | 1904년 하계 올림픽 육상 세인트루이스 1904 | 다음 대회 |
| 파리 1900   | 1904년 하계 올림픽 육상 세인트루이스 1904 | 런던 1908 |